# Redange (canton)
Redange este un canton al Luxemburgului în districtul Diekirch.
Cantonul conține următoarele comune: 
- Beckerich
- Ell
- Grosbous
- Préizerdaul
- Rambrouch
- Redange
- Saeul
- Useldange
- Vichten
- Wahl

1. ↑   https://statistiques.public.lu/fr/territoire-environnement/index.html Lipsește sau este vid: |title= (ajutor)